# I Can (chanson de Nas)
Pour les articles homonymes, voir I Can.
Singles de Nas
Made You Look Get Down
Pistes de God's Son
Hey Nas Book of Rhymes
I Can est une musique de Nas, tirée de l'album God's Son. Ce titre, produit par Salaam Remi, a été publié en single le 18 avril 2003.

## Samples
I Can sample La Lettre à Élise de Ludwig Van Beethoven, Impeach the President des Honey Drippers et She's Your Queen to Be de Paul Bates.

## Clip
Dans le clip apparaît George O. Gore II, le célèbre acteur jouant dans la série Ma famille d'abord.
Le clip a été nommé aux MTV Music Awards 2003 dans la catégorie « Meilleure vidéo rap ».

## Classement
| Classement (2003)              | Meilleure position |
| ------------------------------ | ------------------ |
| Allemagne (Media Control AG)   | 63                 |
| Australie (ARIA)               | 48                 |
| Danemark (Tracklisten)         | 15                 |
| États-Unis (Hot 100)           | 39                 |
| France (SNEP)                  | 72                 |
| Irlande (IRMA)                 | 42                 |
| Royaume-Uni (UK Singles Chart) | 19                 |
| Suisse (Schweizer Hitparade)   | 74                 |